# たて座ベータ星
たて座β星（たてざベータせい、β Scuti、β Sct）は、たて座にある連星である。年周視差に基づいて計算した、太陽からの距離は、およそ690光年である。見かけの等級は4.22で、肉眼でみることができる。

## 名称
たて座β星という名称は、バイエル名であるが、符号を付けたのはバイエルではない。たて座は、バイエルがウラノメトリアを発表した後に、ヘヴェリウスが新しく作った星座であり、ウラノメトリアにもたて座β星にあたる恒星は描かれているが、あるのはわし座の星図内で、符号は書かれていない。フラムスティード名でも、わし座の恒星という扱いで、わし座6番星があてられていた。たて座の恒星としてβの符号を付けたのは、グールドである。
中国では、たて座β星は、市場を管理する官を意味する天弁（拼音: Tiān Biàn）という星官を、たて座α星、たて座δ星、たて座ε星、たて座η星、わし座12番星、わし座λ星、わし座15番星、わし座14番星と共に形成する。たて座β星自身は、天弁四、つまり天弁の4番星として知られる。

## 星系
たて座β星は、1899年からリック天文台で視線速度が測られ、1900年には視線速度の変化から分光連星ではないかと報告されている。1927年には、ドミニオン天体物理観測所での観測から、軌道要素が報告され、連星としての性質が明らかになった。
たて座β星系は、公転周期が約2.3年、離心率が0.32という軌道をとっており、軌道長半径は3.4AUと推定される。
伴星は、紫外線の測光観測で得たスペクトルエネルギー分布によって、主星から分離したデータも確認された。更に、アメリカ海軍天文台とローウェル天文台が運用する海軍精密光干渉計によって、伴星が直接検出もされている。その際は、主星との離角は16.8ミリ秒、等級差は3.6であった。

## 特徴
主星は、G型輝巨星で、スペクトル型はG4 IIaとされるが、推定の方法によってはG8 IIやG6 Ibといった主張もあり、ばらつきがある。伴星は、紫外線のデータからB9型の主系列星と推定される。
連星で、軌道要素もよく決まっていることから、質量も推定されており、主星は太陽の5倍程度、伴星は太陽の2.7倍程度の質量と考えられる。